# سكالانيون (إراكليون)
سكالاني (Σκαλάνι) هي قرية ومقر كومونة بنفس الاسم في بلدية هيراكليون في الوحدة الالإقليمية هيراكليون في جزيرة كريت. موقعها جنوب شرق تل بروفيتيس إلياس (النبي إلياس). تبعد عن مدينة هيراكليون 10.8 كم ويعمل سكانها بزراعة الزيتون والكروم. وهي تنتج الزبيب والزيت. يتم تزويدها بالمياه من نبع فونتانا. توجد في المستوطنة كنائس يوحنا المعمدان، ويحتفلون بعيده يوم 29 أغسطس، وكنيسة القديس جرجس. في عام 1980، تم التنقيب دير أجيوس ميناس (مارمينا) المدمر في منطقة أبوسامي. وهو دير القديس الوحيد في الجزيرة.